# Fundo Constitucional de Financiamento do Nordeste
O Fundo Constitucional de Financiamento do Nordeste (FNE) foi criado em 1988 pela Constituição da República Federativa do Brasil (artigo 159, inciso I, alínea "c" e artigo 34 do Ato das Disposições Constitucionais Transitórias) e legalmente regulamentado em 1989, (Lei nº 7.827, de 27/09/1989), o Fundo Constitucional de Financiamento do Nordeste - FNE foi criado para ser um dos instrumentos de financiamento da Política Nacional de Desenvolvimento Regional (PNDR) e visando a contribuir para o desenvolvimento econômico e social do Nordeste, incluindo ainda o norte de Minas Gerais e Espírito Santo; através da execução de programas de financiamento aos setores produtivos, em consonância com o plano regional de Desenvolvimento.